# 髙山凌
髙山 凌（たかやま りょう、1997年5月20日 - ）は、福岡県田川郡大任町出身の元プロ野球選手（内野手）。

## 来歴

### プロ入り前
小学校6年生時にNPB12球団ジュニアトーナメントにホークスジュニア（投手）として出場し、4連投して胴上げ投手となった。ホークスジュニアが優勝したのはこの年だけであり、2023年時点で唯一の胴上げ投手となっている。
海星高等学校では遊撃手を務め、2年時に夏の甲子園に出場し、2安打を記録した。1学年上に吉田嵩がいた。
日本体育大学に進学し、2年時に明治神宮野球大会に出場し優勝した。同期は吉田大喜、柴田大地。
大学を卒業した後は2020年に社会人野球の熊本ゴールデンラークスに入団した。

### KAL・熊本時代
2021年からは熊本ゴールデンラークスを母体として結成された九州アジアリーグの火の国サラマンダーズに所属する。43試合の出場で打率.322、10打点、29盗塁を記録し、リーグの初代首位打者、最多盗塁選手となった。
2022年からは主将を務める。シーズン成績は昨年より落としたが、グランドチャンピオンシップでは2試合に7番打者として先発出場し、打率.667を記録し、初の日本一に貢献した。
2023年も前年に引き続き主将を務め、グランドチャンピオンシップ2連覇に貢献した。シーズン終了後の10月24日に、任意引退による退団が発表された。

### 社会人野球復帰
2024年は熊本県甲佐町の社会人野球チーム・大福ロジスティクスに所属してプレー。しかし、チームは同年限りで廃部となった。
2025年2月6日、学生野球資格回復研修受講に伴い、同資格を回復した。

## 選手としての特徴・人物
中学時代に片岡治大の盗塁技術を雑誌で参考にし、スタートとスライディングを意識して実践している。選球眼も優れており、出塁率、得点数も高い。守備面では堅実なフィールディングを武器に、高校時代は遊撃手を務めた。

## 詳細情報

### 九州アジアリーグでの年度別打撃成績
| 年 度     | 球 団     | 試 合 | 打 席 | 打 数 | 得 点 | 安 打 | 二 塁 打 | 三 塁 打 | 本 塁 打 | 塁 打 | 打 点 | 盗 塁 | 盗 塁 死 | 犠 打 | 犠 飛 | 四 球 | 敬 遠 | 死 球 | 三 振 | 併 殺 打 | 打 率 | 出 塁 率 | 長 打 率 | O P S |
| --------- | --------- | ----- | ----- | ----- | ----- | ----- | -------- | -------- | -------- | ----- | ----- | ----- | -------- | ----- | ----- | ----- | ----- | ----- | ----- | -------- | ----- | -------- | -------- | ----- |
| 2021      | 熊本      | 43    | 196   | 143   | 43    | 46    | 3        | 2        | 0        | 53    | 10    | 29    | 7        | 10    | 0     | 42    | -     | 1     | 32    | 1        | .322  | .478     | .371     | .849  |
| 2022      | 熊本      | 62    | 191   | 154   | 24    | 37    | 1        | 1        | 0        | 40    | 13    | 20    | 5        | 4     | 1     | 29    | -     | 3     | 40    | 1        | .240  | .369     | .260     | .629  |
| 2023      | 熊本      | 69    | 196   | 146   | 27    | 39    | 5        | 2        | 0        | 48    | 20    | 17    | 10       | 9     | 5     | 34    | -     | 2     | 40    | 4        | .267  | .401     | .329     | .730  |
| 通算：3年 | 通算：3年 | 174   | 583   | 443   | 94    | 122   | 9        | 5        | 0        | 141   | 43    | 66    | 22       | 23    | 6     | 105   | -     | 6     | 112   | 6        | .275  | .416     | .318     | .734  |

- 2023年度シーズン終了時
- 各年度の赤太字はリーグ歴代最高、太字はリーグ最高

### 背番号
- 0 （2021年 - 2023年）